# Bridge (trompetconcert)
Bridge, trompetconcert nr. 1 is een compositie van de Zweedse componist Rolf Martinsson. Het schreef het werk op verzoek van het Göteborg Symfonieorkest. Het kwam tot stand door financiële hulp van het Zweeds National Instituut voor concerten (Rikskonserter). Het werk is opgedragen aan Håkan Hardenberger, trompetmaestro van Scandinavië. Hij gaf dan ook de eerste uitvoering op 29 april 1999, die geleid werd door Neeme Järvi. Doordat Järvi, veel bereisd dirigent, het meteen in zijn repertoire opnam kwamen al snel uitvoeringen tot stand in Birmingham en Detroit. Inmiddels is het concert een veertigtal keer uitgevoerd, meestal met Hardenberger als solist. Ook in 2014 wordt/werd het een aantal keren uitgevoerd.
De componist schreef over het werk, dat het weliswaar in drie delen in gecomponeerd, maar dat het achter elkaar doorgespeeld wordt. De drie delen zijn aan elkaar gelast door twee cadenzen. 
Martinsson schreef het werk voor:
- 1 solotrompet
- 3 dwarsfluiten, 3 hobo’s, 3 klarinetten, 2 fagotten
- 4 hoorns, 3 trompetten, 3 trombones, 1 tuba
- pauken, 3 man/vrouw percussie, 2 harpen, celesta
- violen, altviolen, celli, contrabassen